# یوریس متایسن
یوریس متایسن فوتبالیست اهل هلند است و در تیم باشگاهی مالاگا در لیگا بی‌بی‌وی‌ای بازی می‌کند. وی برای تیم ملی هلند بازی می‌کند. او سابقهٔ بازی درهامبورگ را نیز در کارنامه خود دارد.